# Uitikon
Uitikon é uma comuna da Suíça, no Cantão Zurique, com cerca de 3.621 habitantes. Estende-se por uma área de 4,38 km², de densidade populacional de 827 hab/km². Confina com as seguintes comunas: Birmensdorf, Schlieren, Stallikon, Urdorf, Zurique (Zürich).
A língua oficial nesta comuna é o Alemão.